# Констанцький мир
Констанцький мир 1183 року — мирний договір між німецьким імператором Фрідріхом І Барбароссою і  Ломбардською лігою укладений 25 червня 1183 року в місті Констанц. За цим договором італійським містам, що входили в Ломбардську лігу, було надано право самостійно вибирати консулів, які затверджувалися імператором. Крім того містам Ломбардської ліги надавалося право будувати фортифікації. У випадку походу імператора в Італію міста повинні були поставляти йому допоміжні війська і утримувати його двір, імператор зобов'язувався не обтяжувати їх довгим перебуванням. Фактично Констанцький мир оформив автономію міст Ломбардії.